# Sojoguti
Sojoguti en espagnol ou Soxoguti en basque, est un hameau de la municipalité d'Artziniega dans la province d'Alava dans la Communauté autonome basque.